# Мазер, Сьюзан
Сьюзан Мазер (Susan J. Mazer; род. в XX веке) — американский ботаник и эколог. Доктор философии (1986), профессор Калифорнийского университета в Санта-Барбаре, где преподает с 1988 года. Лауреат Honorable John C. Pritzlaff Conservation Award (2017).
Окончила Йель (бакалавр биологии, 1981). В Калифорнийском университете в Дейвисе получила степени магистра (1983) и доктора философии (1986) по ботанике. Ныне профессор экологии и эволюционной биологии Калифорнийского университета в Санта-Барбаре.
С 2011 года директор California Phenology Project (www.usanpn.org/cpp), его соучредитель - как и Project Baseline.
Президент California Botanical Society.
Отмечалась Presidential Young Investigator Award.
Автор более ста работ, цитировавшихся более шести тыс. раз. Публиковалась в Proceedings of the National Academy of Sciences, Journal of Ecology, Evolution.